# Laguna Veneta (Filippini)
Laguna Veneta è un dipinto a olio su tela realizzato nel 1892 dal pittore italiano Francesco Filippini.
Laguna Veneta è una continuazione del lavoro di ricerca svolta in risposta alle opere di Claude Monet sulla Stazione di Parigi Saint-Lazare, iniziata a Parigi dal 1879.